# 聚贤镇
聚贤乡，是中华人民共和国四川省遂宁市安居区下辖的一个乡镇级行政单位。2019年9月，将聚贤镇群力村，文里村4、6、11组，岩峰村1、2、3、4、8组，青冈村3、4、5、6、7、8、13组，群福村4、5、6组所属行政区域划归凤凰街道管辖。

## 行政区划
聚贤乡下辖以下地区：
文昌社区、大柏林村、皂角垭村、宝珠寺村、清平寨村、万古桥村、快活岭村、木连寺村、凉亭沟村、金井沟村、木桶井村、吉林村、金土地村、和平村、石板凳村、文里村、岩峰村、群力村、青冈村、群福村、油房村、狮子口村和方井村。